# Negue Fly Nsau
Negue Fly, né le 19 septembre 1995 à Kinshasa, est un artiste slameur, poète, performeur et rappeur de la république démocratique du Congo. Auteur de Mwana Ya Tshangu, Fleurs d'Insomnie et Toile en vers,.

## Biographie
Negue Fly est né à Kinshasa au Zaïre en 1995. Il a fait ses études primaires à Pointe-noire en république du Congo où il a découvert la poésie. Il est auteur de trois recueils de poèmes publiés entre 2018 et 2022.  

## Œuvres

### Poésie
- Muana Ya Tshangu, Editions Mabiki, 2018
- Fleur d'insomnie, Editions Mabiki, 2019
- Toiles en vers, Editions de la Montagne, 2022[4],[5]

### Théâtre
- Vierge de Paka-Djuma[6]

### Discographie
- Acrimonie
- Rhapsodie d’un vécu[7]
- Synopsis
- Apostille
- Apostille 2
- A qui profite feat Guer2mo

### Performance
- Bombé fo bor[8],[9]
- Mansueki[10]